# Збройні сили Замбії
Сили оборони Замбії (СОЗ) — складаються з сухопутних військ, повітряних сил та Національної служби (НСЗ). СОЗ створені і навчені переважно для внутрішнього захисту у Замбії. Не маючи виходу до моря, Замбія не має і військово-морських сил.

## Сухопутні війська
- 3 x бригади
- 1 x Механізований полк, що складається з танкового батальйону та 1 механізованого розвідувального батальйоту. Звіти Державного департаменту Сполучених Штатів, щодо програми міжнародної військової освіти та підготовки за ФР-2006 зазначають участь офіцерів з 64 Механізованого полку у бараках Міконґо, східна Лусака.[5]
- 9 x Піхотних батальйонів (включаючи 3 резервні)
- 1 x Артилерійський полк (1 батальйон РСЗВ та 2 батальйони польової артилерії)
- 1 x Інженерний полк

### Оснащення

#### Стрілецьке озброєння
- РПГ-7[6]
- FN FAL[6]
- Heckler & Koch G3[6]
- АКМ[6]
- АК-47[6]
- Sterling L2[6]
- ДШК[6]
- КК[6]

#### Техніка та артилерія
|           | Походження      | Тип                  | Модифікація | Кількість | Зауваження                                     |
| --------- | --------------- | -------------------- | ----------- | --------- | ---------------------------------------------- |
| Т-54/Т-55 | СРСР            | ОБТ                  |             | 25        | Поставки у 1976 та 1981.                       |
| ПТ-76     | СРСР            | Легкий танк          |             | 50        |                                                |
| БТР-70    | СРСР            | БТР                  |             | 20        |                                                |
| БТР-60    | СРСР            | БТР                  |             | 13        |                                                |
| WZ551     | КНР             | БТР                  | 6X6 WZ551B  | 20        |                                                |
| Buffel    | ПАР             | БТР                  | Rhino       | 1         |                                                |
| Ратель    | ПАР             | БМП                  |             | 14        |                                                |
| Ferret    | Велика Британія | ББМ                  |             | 28        | Успадковані від сил безпеки Північної Родезії. |
| БРДМ-2    | СРСР            | Розвідувальна машина |             | 44        | Отримані у 1981.                               |
| БРДМ-1    | СРСР            | Розвідувальна машина |             | 44        | Отримані у 1980.                               |
| Д-30      | СРСР            | Гаубиця              |             | 24        |                                                |
| М-46      | КНР             | Гаубиця              | Тип 59.     | 18        |                                                |
| БМ-21     | СРСР            | РСЗВ                 |             | 50        |                                                |

## Повітряні сили
Повітряні сили Замбії маленькі і на додачу до транспортних літаків та гелікоптерів оснащені застарілими МіГ-21МФ та МіГ-19С.